# Море Спокойствия (телесериал)
«Море Спокойствия» (кор. 고요의 바다) — южнокорейский веб-сериал в жанре научно-фантастического триллера режиссёра Чхве Хан Ёна. В главных ролях — Кон Ю, Пэ Ду На и Ли Джун. Является телеадаптацией одноимённого короткометражного фильма 2014 года Чхве Хан Ёна. Премьера состоялась на Netflix 24 декабря 2021 года.

## Сюжет
2075 год. На Земле заканчивается вода. Группа учёных отправляется на Луну, чтобы в ходе 24-часовой миссии забрать важные образцы из заброшенной научной лаборатории.

## В ролях

### Главные роли
- Кон Ю
- Пэ Ду На
- Ли Джун

### Роли второго плана
- Хо Сон Тхэ
- Ли Му Сэн

## Эпизоды
| № | Название                                                         | Режиссёр    | Автор сценария | Дата премьеры   |
| --- | ---------------------------------------------------------------- | ----------- | -------------- | --------------- |
| 1 | «Научная лунная станция «Бохай»» «Balhae Lunar Research Station» | Чхве Хан Ён | Пак Ын Гё      | 24 декабря 2021 |
| Будущее. На Земле опять экологическая катастрофа - не хватает воды, воду выдают по талонам. На Луне 5 лет назад погиб персонал корейской лунной базы, в том числе сестра астробиолога Сон Чжи-ан (Пэ Ду На). На эту базу отправляют спецотряд с заданием принести неизвестные образцы, что должны содержаться на базе, без ясного объяснения сути происходящего. В отряд включают Сон Чжи-ан. При приближении к Луне шатлтл терпит крушение, один из членов отряда погибает. Остальные добираются к базе. |                                                                  |             |                |                 |
| 2 | «Три хранилища» «Three Storages»                                 | Чхве Хан Ён | Пак Ын Гё      | 24 декабря 2021 |
| Отряд исследует базу, еще не зная, что среди них есть предатель с собственным заданием. Выясняется, что предположение о радиационной аварии ошибка или ложь. Погибшие похожи на утопленников. Отряд исследует три места хранения, и выясняет, что образцов нет (в каждом могло быть более ста). Предатель отправляет Сон Чжи-ан в санчасть почитать заметки местного врача. Член отряда заражается неопознанной болезнью от тела мертвеца. |                                                                  |             |                |                 |
| 3 | «Причина смерти» «Cause of Death»                                | Чхве Хан Ён | Пак Ын Гё      | 24 декабря 2021 |
| Предатель находит один образец, но его убивает неизвестный и уходит с образцом. Зараженный начинает извергать из себя воду и захлёбывается. |                                                                  |             |                |                 |
| 4 | «Правда выходит наружу» «The Truth Comes Out»                    | Чхве Хан Ён | Пак Ын Гё      | 24 декабря 2021 |
| Дочь капитана страдает от нехватки качественной воды на Земле, именно поэтому он решил направиться на эту самоубийственную миссию. Капитан Хан (Кон Ю) на Луне лезет в лифтовую шахту, чтоб починить связь с Землёй и доложить обстановку. Внезапно включается лифт и капитану приходится спасаться. На трупе предателя обнаруживают нелегальный передатчик, с помощью которого налаживают связь с Землей. Выясняется, что объектом исслеедования была так называемая лунная вода: при смешивании с кровью вода начинает размножаться, что может решить кризис на Земле, если взять лунную воду под контроль. В секретной комнате находят шахту заросшую зеленью. Шахта уходит вниз метров на сто. |                                                                  |             |                |                 |
| 5 | «Секретное хранилище» «Secret Storage»                           | Чхве Хан Ён | Пак Ын Гё      | 24 декабря 2021 |
| Обнаружено секретное хранилище лунной воды. При попытке изъять образцы на отряд нападает маленькая девочка с повадками хищника. Начальник штаба с Земли требует доставить образец лично ей и убить девочку любой ценой. |                                                                  |             |                |                 |
| 6 | «Ключ к спасению» «Key to Salvation»                             | Чхве Хан Ён | Пак Ын Гё      | 24 декабря 2021 |
| В отряде оказывается еще один предатель, который похищает образцы и перехватывает контроль над базой. |                                                                  |             |                |                 |
| 7 | «Луна» «Luna»                                                    | Чхве Хан Ён | Пак Ын Гё      | 24 декабря 2021 |
| Сон Чжи-ан узнает, чем на станции занималась ее сестра. Ей удается завоевать доверие девочки-хищника и подружить с ней остальных выживших. Отряд всё меньше. |                                                                  |             |                |                 |
| 8 | «Море Спокойствия» «The Silent Sea»                              | Чхве Хан Ён | Пак Ын Гё      | 24 декабря 2021 |
| На базе проводились незаконные эксперименты над разными клонированными девочками для нахождения совместимых с лунной водой. Сон Чжи-ан получает иммунитет к лунной воде. Концовка открыта: до конца не объяснено, что именно случилось на базе и было ли это аварией или спланированным уничтожением. Сон Чжи-ан и девочка остаются на Луне, что будет с ними - неизвестно. |                                                                  |             |                |                 |

## Производство

### Разработка
В декабре 2019 года компания Netflix объявила о разработке телесериала «Море Спокойствия», который станет телеадаптацией одноимённого короткометражного фильма Чхве Хан Ёна. Режиссёром телесериала также был утверждён Чхве Хан Ён, а Чон У-сон стал исполнительным продюсером.

### Подбор актёров
В апреле 2020 года на главные роли были утверждены Кон Ю и Пэ Ду На. В сентябре 2020 года к актёрскому составу присоединились Хо Сон Тхэ и Ли Му Сэн.